# 富士菲尼克斯短期大学
富士菲尼克斯短期大学（日语：／ Fuji Phoenix Tanki Daigaku *）是过去一所位于日本静冈县御殿场市的私立短期大学。

## 概要

### 简介
- 学校最早可以追溯到1926年即沼津淑德女学院的创立、学校法人成立于1950年。短期大学为于1992年开办、由学校法人加藤学园经营、招収只女学生。开始招收男学生从1997年[1]、招生到2003年[注 3]、停办于2007年[2][3]。

### 历史
- 1992年 富士菲尼克斯短期大学成立并同时设置两个学科、以下列举。
  - 日本语日本文学科[注 2]
  - 英语英美文学科
- 1997年 开始招收男学生于两个学科[1]。
- 2003年 最后一年招生、次年停止招生[注 3]（正式停办于2007年4月27日[2]）

### 宪章
- 请参看富士菲尼克斯短期大学的标志 （页面存档备份，存于） （日語） 2015年1月12日阅览。

## 学校环境
- 校区：在了静冈县御殿场市[注 1]

## 历任校长
- 加藤正秀：第一代短期大学校长[4]。

## 著名人和有关人员
- 樱井阳子：前教员
- 田中康二：前教员
- 松尾靖秋：前教员

## 组织

### 学科
- 日本语日本文学科[注 2]
- 英语英美文学科

### 专科
| - 没有 |

### 业余课程
| - 没有 |

## 相关链接
- 日本短期大学列表